# مارتا توماس (بازیکن فوتبال)
مارتا توماس (انگلیسی: Martha Thomas؛ زادهٔ ۳۱ مهٔ ۱۹۹۶) بازیکن فوتبال اهل بریتانیا است.
وی همچنین در تیم ملی فوتبال زنان اسکاتلند بازی کرده‌است.